# Angra dos Reis
Angra dos Reis é um município brasileiro situado no sul do estado do Rio de Janeiro. Localiza-se a beira do mar e possui, em seu litoral, 365 ilhas. Possui uma área de 816,3 km² e sua população, conforme estimativas do IBGE de 2024, era de 179 120 habitantes. Os municípios limítrofes são Paraty, Rio Claro e Mangaratiba, no território fluminense e Bananal e São José do Barreiro, no lado paulista.
A maior parte da mancha urbana é cercada por morros, o que contribuiu para que esta fosse afetada algumas vezes por desastres naturais como deslizamentos de terra. Segundo o Censo 2010, em Angra cerca de 36% de sua população vive em favelas, situados em morros ou áreas de mangues. Isto coloca o município em décimo lugar das cidades brasileiras, no que tange a proporção de domicílios nesse tipo de aglomeração urbana do país.

## História

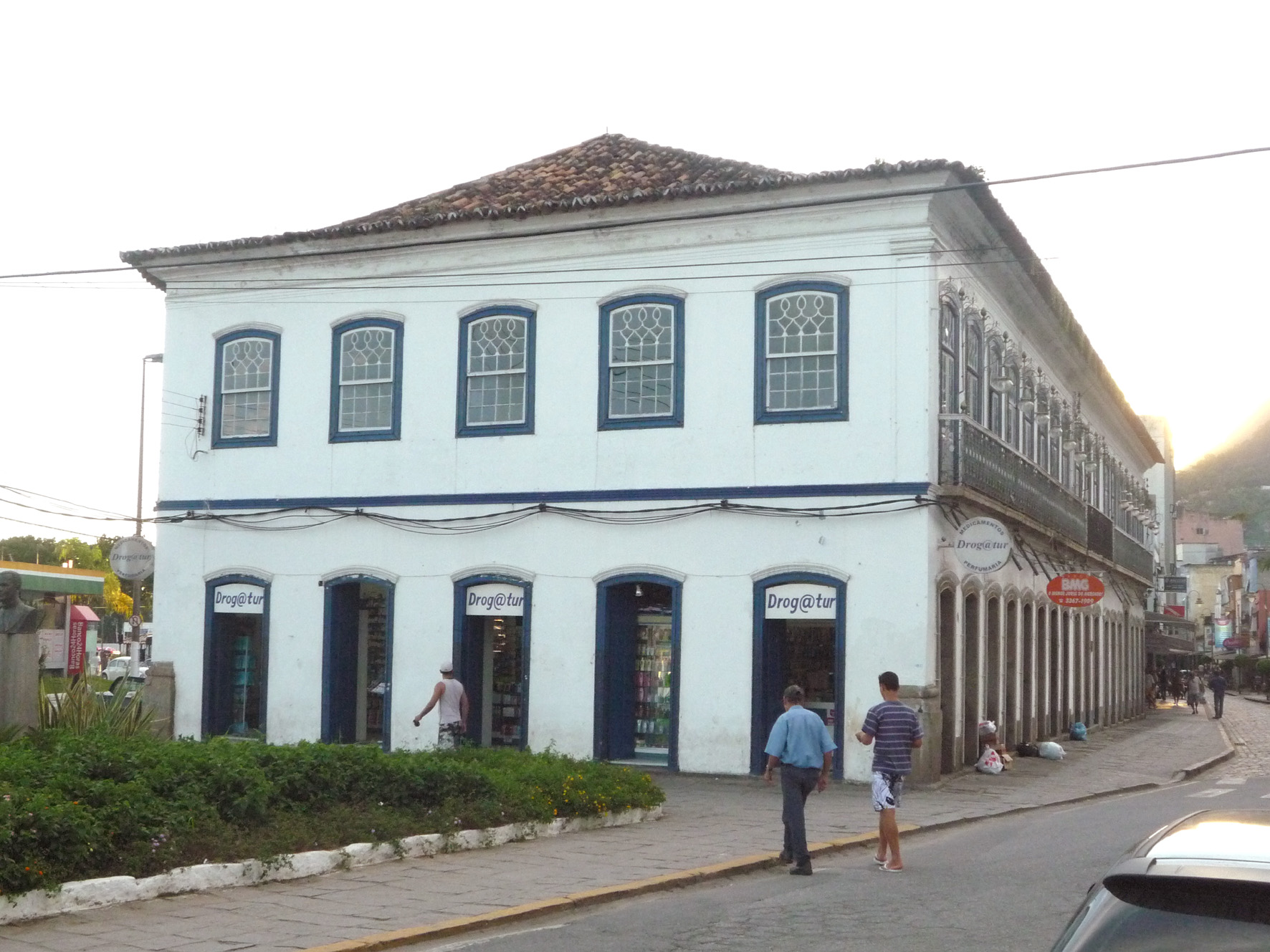
Casa do século XIX no centro histórico de Angra

Uma expedição portuguesa comandada por Gonçalo Coelho, chegou, em 6 de janeiro de 1502, a uma baía ou angra que a todos encantou. Batizaram-na, então, de Angra dos Reis, em homenagem à visita dos Três Reis Magos ao menino Jesus, que é comemorada nesse dia. A vila ali construída recebeu inicialmente o nome de Vila dos Três Santos Reis, depois Vila de Angra dos Reis e finalmente Angra dos Reis .

### Cronologia de eventos Históricos
- 1502 - Chegada da expedição portuguesa de Gonçalo Coelho[7][8]
- 1532 - A expedição colonizadora portuguesa de Martim Afonso de Sousa passou por Angra dos Reis.[carece de fontes?]
- 1552 - Hans Staden, aventureiro alemão, é feito prisioneiro dos tupinambá na aldeia situada à barra do rio Ariró, região onde se acredita ficavam os nativos chefiados por Cunhambebe.[10]
- 1556 - Fundação do povoado pelos filhos do capitão-mor Antônio de Oliveira.[carece de fontes?]
- 1559 - Doação da Ilha Grande ao doutor Vicente da Fonseca por Martim Afonso em carta de 24 de janeiro.[11]
  - Tinha a carta o seguinte teor:
“Martim Afonso de Sousa, do conselho de el-rei nosso senhor, capitão e governador da Capitania de S. Vicente, etc. Faço saber a vós meu capitão e ouvidor que ora sois na dita capitania, e aos que ao diante forem, que eu hei por bem fazer mercê ao Dr. Vicente da Fonseca, morador em Lisboa, de uma ilha que está na boca de Angra dos Reis, a qual se chama Ilha Grande, e assim das águas da dita ilha, para poder fazer engenho nela, para ele e todos os seus herdeiros que após dele vierem, fora de todo o tributo, e somente o dízimo a Deus, com condição de sesmaria, pagando-me equipagem a minha capitania da ilha de S. Vicente; pelo que vos mando que logo lhe demarqueis e os metais de posse dela, e lhe deixeis possuir; e da dita posse e demarcação fareis auto no livro da Câmara de S. Vicente, para a todo o tempo se saber como lhe fiz a dita mercê; pelo que lhe mandei passar esta minha provisão, por mim assinada, e selada com o selo de minhas armas. Feita em Lisboa a 24 de janeiro de 1559. – Miguel de... a fez. – Martim Afonso de Sousa. – Cumpra-se esta carta de data do Sr. Martim Afonso de Sousa, como se nela contém. – Jorge Ferreira”[carece de fontes?]
- 1560 - O governo da metrópole reconheceu o povoado[carece de fontes?]
- 1593 - Criação da paróquia dos Santos Reis Magos da Ilha Grande por Carta Régia de Filipe I de Portugal e II de Espanha[carece de fontes?]
- 1608 - Elevação da paróquia à categoria de vila, chamada vila da Ilha Grande[carece de fontes?]
- 1632 - Imagem de Nossa Senhora da Conceição chegou em Angra dos Reis e tornou-se a padroeira da cidade[carece de fontes?]
- 1835 - Em 28 de março, a vila da Ilha Grande foi elevada à categoria de cidade pela lei provincial número seis com a denominação de Angra dos Reis[8][7]
- 1871 - Construção do paço Municipal (atual prefeitura)[carece de fontes?]
- 1928 - Chegada da Linha Tronco da Estrada de Ferro Oeste de Minas (posteriormente Rede Mineira de Viação) à Angra dos Reis, tornando-se o ponto terminal da ferrovia.[12]
- 1959 - Fundação da Verolme Estaleiros Reunidos pelo empresário neerlandês Cornelis Verolme.[carece de fontes?]
- 1972 - Construção da usina Angra I e abertura da rodovia Rio-Santos[carece de fontes?]
- 1977 - Inauguração do terminal petrolífero da Baía da Ilha Grande.[carece de fontes?]
- 1985 - Construção da usina Angra II[carece de fontes?]
- 1993 - Os índios guaranis procedentes do estado de Santa Catarina conseguem a regularização da Aldeia Bracuí, nos arredores de Angra dos Reis[13]
- 2002 - Jubileu de 500 anos da cidade é muito celebrado pelo poder público e pela sociedade civil. Em dezembro, deslizamentos de terra e inundações atingiram principalmente o bairro Areal, deixando pouco mais de quarenta mortos.[carece de fontes?]
- 2010 - Maior desastre natural registrado na cidade desde o descobrimento pelos portugueses deixou 75 mortos em desabamentos e desmoronamentos de terra devido às chuvas fortes e de longa duração.[carece de fontes?]

## Geografia

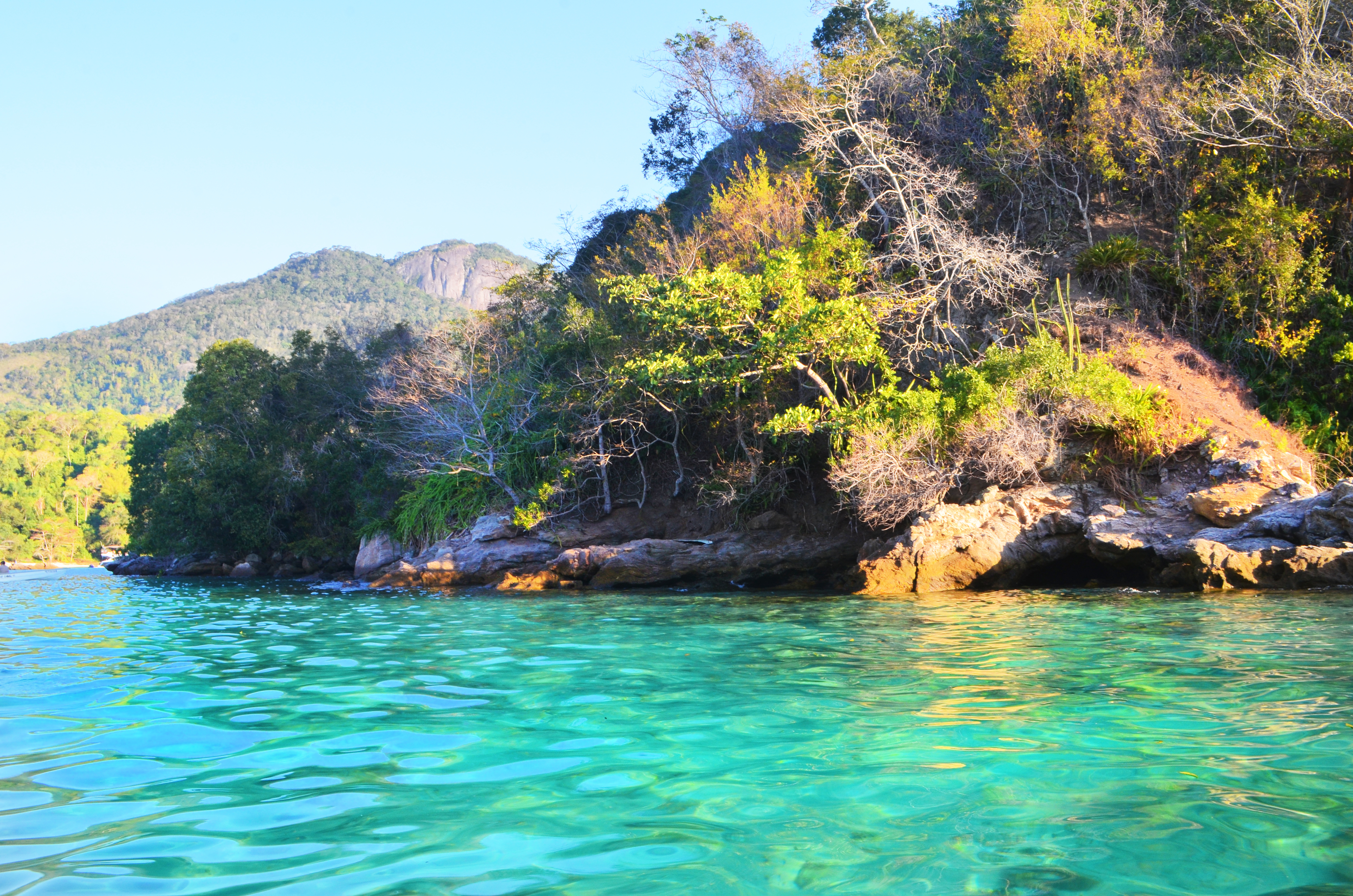
Lagoa Azul, na Ilha Grande

### Ilhas e baías
- Baía da Ilha Grande
- Ilha Grande
- Ilha dos Porcos

### Clima
Segundo dados do Instituto Nacional de Meteorologia (INMET), referentes ao período de 1961 a 1983, 1986 a 1992 e a partir de 1998, a temperatura mínima absoluta registrada em Angra dos Reis foi de 9,4 °C em 12 de agosto de 1988, e a máxima absoluta de 39,3 °C em 12 de fevereiro de 1966. O maior acumulado de precipitação em 24 horas foi de 195,3 milímetros (mm) em 3 de janeiro de 2013. Outros acumulados iguais ou superiores a 150 mm foram 191,4 mm em 22 de dezembro de 1965, 183,5 mm em 27 de janeiro de 1992, 164,5 mm em 17 de março de 1968, 164 mm em 19 de fevereiro de 1967, 151,2 mm em 5 de abril de 1987 e 150 mm em 2 de fevereiro de 1998. Janeiro de 2013, com 831,6 mm, foi o mês de maior precipitação.
| Dados climatológicos para Angra dos Reis | Dados climatológicos para Angra dos Reis | Dados climatológicos para Angra dos Reis | Dados climatológicos para Angra dos Reis | Dados climatológicos para Angra dos Reis | Dados climatológicos para Angra dos Reis | Dados climatológicos para Angra dos Reis | Dados climatológicos para Angra dos Reis | Dados climatológicos para Angra dos Reis | Dados climatológicos para Angra dos Reis | Dados climatológicos para Angra dos Reis | Dados climatológicos para Angra dos Reis | Dados climatológicos para Angra dos Reis | Dados climatológicos para Angra dos Reis |
| Mês | Jan                                      | Fev                                      | Mar                                      | Abr                                      | Mai                                      | Jun                                      | Jul                                      | Ago                                      | Set                                      | Out                                      | Nov                                      | Dez                                      | Ano                                      |
| --- | ---------------------------------------- | ---------------------------------------- | ---------------------------------------- | ---------------------------------------- | ---------------------------------------- | ---------------------------------------- | ---------------------------------------- | ---------------------------------------- | ---------------------------------------- | ---------------------------------------- | ---------------------------------------- | ---------------------------------------- | ---------------------------------------- |
| Temperatura máxima recorde (°C) | 38,5                                     | 39,3                                     | 37,4                                     | 37                                       | 35,1                                     | 33,8                                     | 33,8                                     | 36                                       | 37,2                                     | 35,8                                     | 37,2                                     | 38,1                                     | 39,3                                     |
| Temperatura máxima média (°C) | 29,8                                     | 30,1                                     | 29                                       | 28,2                                     | 25,7                                     | 24,7                                     | 24                                       | 24,3                                     | 24,5                                     | 25,4                                     | 26,9                                     | 28,3                                     | 26,7                                     |
| Temperatura mínima média (°C) | 23,3                                     | 23                                       | 22,5                                     | 21,4                                     | 19                                       | 17,7                                     | 16,6                                     | 17,3                                     | 18,3                                     | 19,4                                     | 20,7                                     | 22                                       | 20,1                                     |
| Temperatura mínima recorde (°C) | 16,2                                     | 17                                       | 16,3                                     | 12,8                                     | 12,8                                     | 9,8                                      | 9,7                                      | 9,4                                      | 11                                       | 12,1                                     | 13,7                                     | 14,4                                     | 9,4                                      |
| Precipitação (mm) | 235,6                                    | 188,5                                    | 206                                      | 166,9                                    | 114                                      | 71,5                                     | 90,1                                     | 54                                       | 120,9                                    | 141,6                                    | 148,9                                    | 258                                      | 1 796                                    |
| Dias com precipitação (≥ 1 mm) | 14                                       | 11                                       | 12                                       | 10                                       | 9                                        | 7                                        | 8                                        | 7                                        | 12                                       | 13                                       | 12                                       | 15                                       | 130                                      |
| Umidade relativa compensada (%) | 81                                       | 80                                       | 81                                       | 82                                       | 82                                       | 82                                       | 81                                       | 81                                       | 82                                       | 83                                       | 82                                       | 82                                       | 81,6                                     |
| Insolação (h) | 173,5                                    | 176,1                                    | 171,6                                    | 146,5                                    | 159,5                                    | 147,3                                    | 159,9                                    | 149                                      | 120,2                                    | 121,1                                    | 128,2                                    | 128,8                                    | 1 781,7                                  |
| Fonte: Instituto Nacional de Meteorologia (INMET) (normal climatológica de 1981-2010; umidade relativa e horas de sol: normal 1961-1990; recordes de temperatura de 01/01/1961 a 31/12/1983, 01/01/1986 a 31/08/1992 e 01/06/1998-presente) |                                          |                                          |                                          |                                          |                                          |                                          |                                          |                                          |                                          |                                          |                                          |                                          |                                          |

## Economia

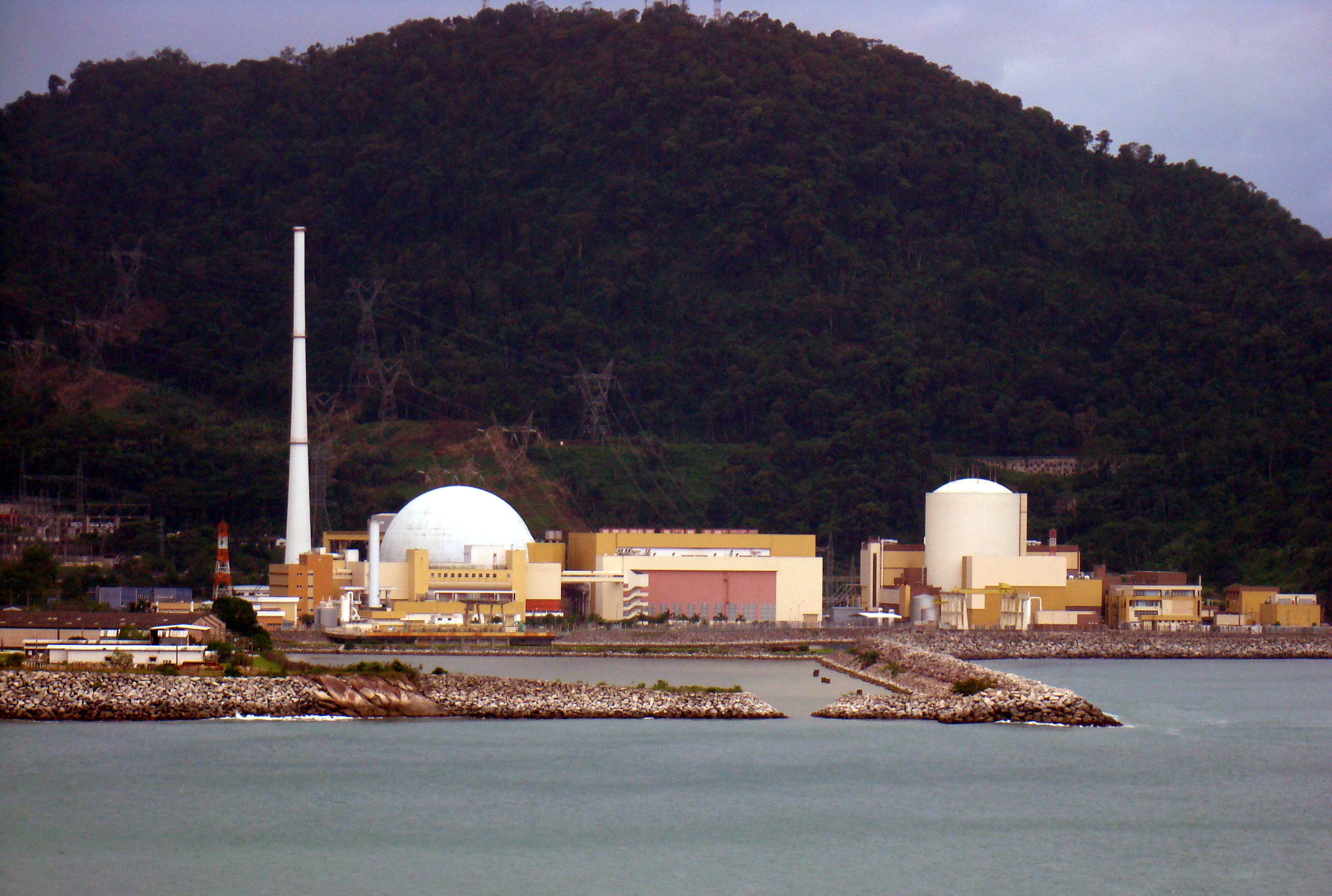
Central Nuclear Almirante Álvaro Alberto

Angra dos Reis teve um produto interno bruto (PIB) de R$ 11.194.244,23 no ano de 2021.
As usinas nucleares da Central Nuclear Almirante Álvaro Alberto situam-se em Angra dos Reis, no distrito de Mambucaba e são responsáveis pelo fornecimento de grande parte da energia elétrica consumida no estado do Rio de Janeiro.[carece de fontes?]
As atividades econômicas giram em torno da pesca, de atividades portuárias, da geração de energia nas usinas Angra I e Angra II, de comércio e de serviços, da indústria naval — estaleiro Keppel Fels, antigo Verolme — e também do turismo, em suas praias, ilhas e locais de mergulho submarino, principalmente na Ilha Grande.[carece de fontes?]

## Política

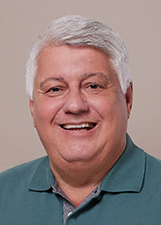
Cláudio Ferreti, o atual prefeito do município.

### Câmara
Hoje Angra dos Reis conta com 14 cadeiras no legislativo (Câmara Municipal) onde (a partir de 2013) dez cadeiras são da coligação Angra no Coração e apenas quatro da Juntos Para Cuidar de Angra. O presidente da casa é o vereador Zé Augusto (MDB).

### Prefeitura
O atual prefeito da cidade é Cláudio Ferreti, do Movimento Democrático Brasileiro.

## Subdivisões
De acordo com a divisão territorial datada de 18 de dezembro de 1988, tendo assim permanecido na divisão de 2007, o município de Angra dos Reis é constituído de 6 distritos: Angra dos Reis (sede), Abraão, Cunhambebe, Jacuecanga, Mambucaba, e Praia de Araçatiba.[carece de fontes?]

## Infraestrutura

### Educação

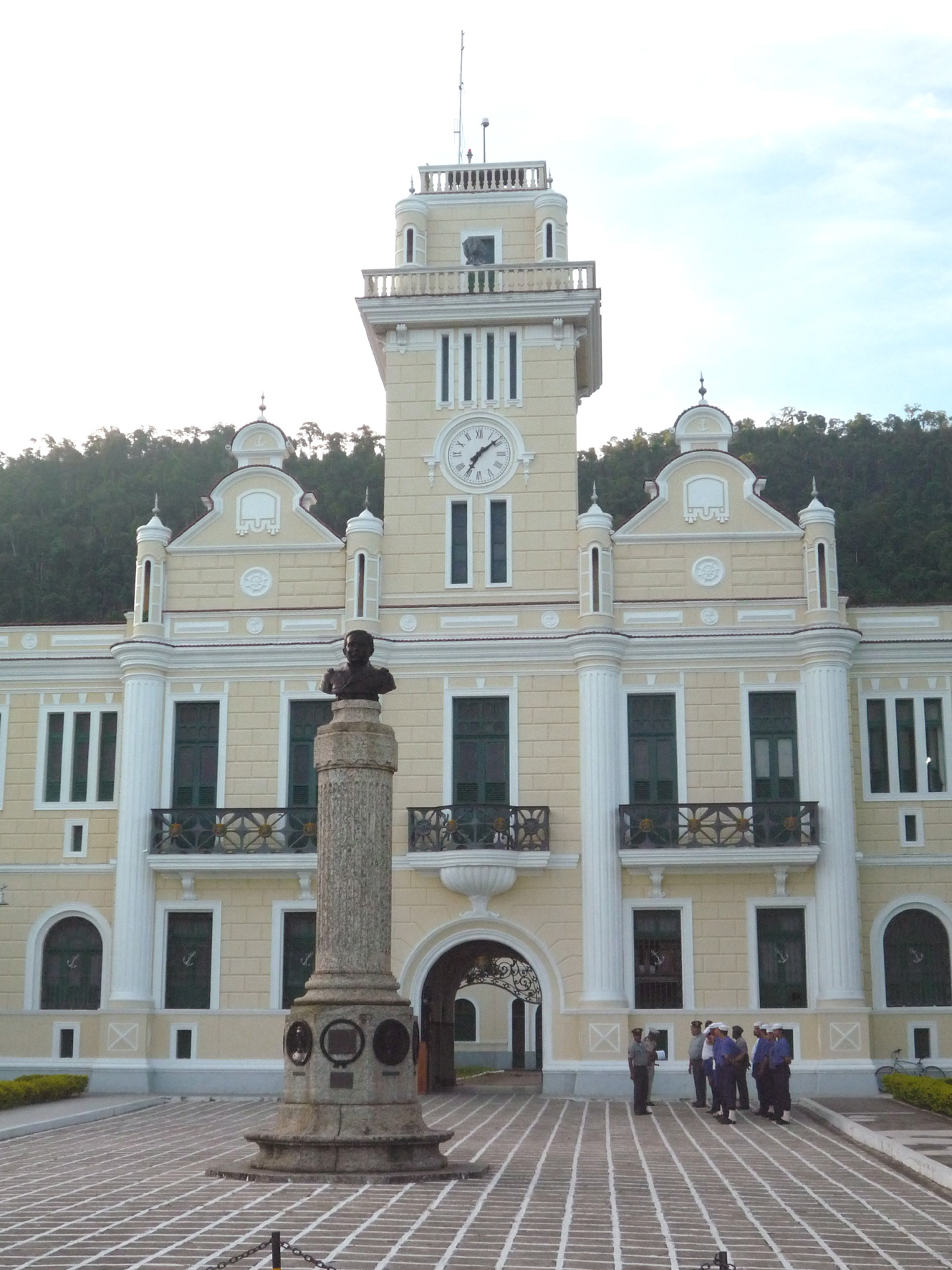
Colégio Naval de Angra dos Reis.

No ensino médio, Angra dos Reis tem uma escola de referência, o Colégio Naval, que ficou no ENEM de 2007 em 12º lugar entre as escolas públicas.
No ensino superior: até o final do segundo milênio d.C., a cidade possuía uma demanda reprimida por tal grau de instrução, de forma que surgiram organizações (como grêmios estudantis) para o deslocamento diário, ida e volta, em ônibus fretados para locais como a cidade de Barra Mansa e Zona Oeste da cidade do Rio de Janeiro; posteriormente, a oferta local aumentou expressivamente, com mais instituições - UFF, um pólo Cederj e Estácio entre elas; a região de Jacuecanga concentra instalações das mesmas.[carece de fontes?]

### Transportes

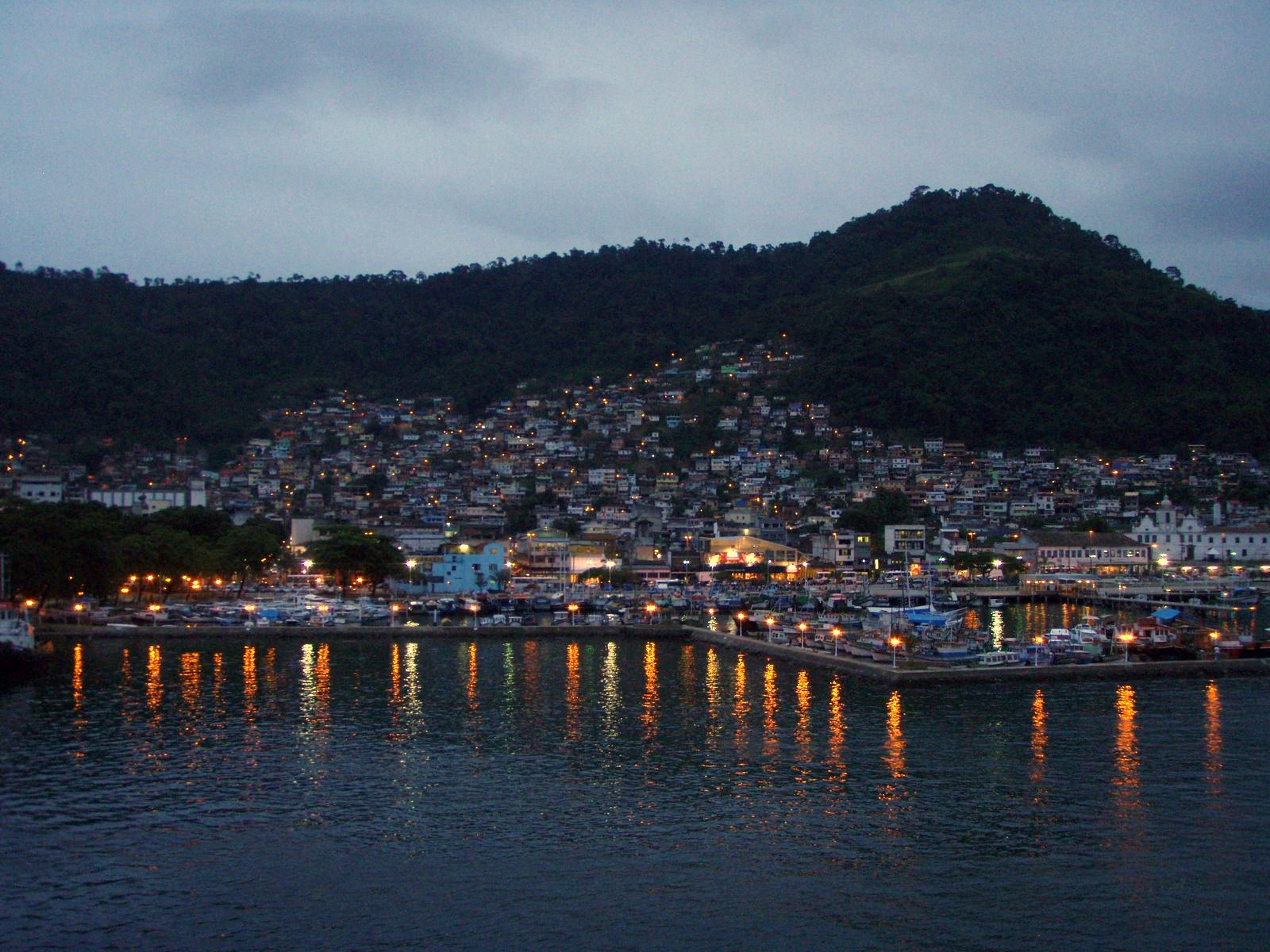
Porto de Angra dos Reis

O município conta com um importante porto. No século XIX, chegou a ser o segundo maior porto do país, responsável pelo escoamento de grande parte da produção de café do vale do Rio Paraíba do Sul.[carece de fontes?]
O Aeroporto de Angra dos Reis está situado no bairro homônimo (que faz parte da Grande Japuíba) e é de pequeno porte. Ele é administrado, através de uma Licitação Pública, pela parceria entre SOCICAM, Costa Sol Operadora Aeroportuária e Grapiúna. O aeroporto chega a receber 1500 pessoas no verão. A pista mede 950 metros de comprimento e 30 metros de largura. Ainda conta com um posto de abastecimento de aeronaves, dois pátios para o estacionamento das aeronaves (medindo 12.000 metros² o maior) e ainda uma estação de passageiros. Devido à topografia da região não é possível homologar um procedimento convencional de aproximação por instrumentos e o aeroporto opera em condições visuais no período diurno. As coordenadas geográficas são S22° 58 31 e W044° 18 26. A elevação do aeródromo é de 3 pés. As cabeceiras de pouso tem orientação 10 e 28, com piso de asfalto e resistência de piso PCN 10.
As linhas de ônibus intramunicipais têm como permissionária a Viação Senhor do Bonfim. As linhas intermunicipais (intra e interestaduais) atendem a uma rodoviária com sete plataformas e quatro empresas operantes das linhas intermunicipais e interestaduais que fazem ponto no município: Colitur (permissionária de linha para Barra Mansa e Volta Redonda), Costa Verde (permissionária de linhas para o município do Rio de Janeiro e cidades próximas como Nova Iguaçu), Reunidas Paulista (permissionária de linha para a cidade de São Paulo) e Grupo Guanabara (permissionária de linha para Belo Horizonte e Juiz de Fora).[carece de fontes?]
Os táxis da cidade ficam espalhados em vários pontos, pois não podem ficar circulando pela cidade. Os pontos são na Rodoviária, no Largo da Igreja Matriz, na Praça do Chafariz (em frente ao Papão Lanches), no Cais de Santa Luzia, no Shopping Piratas entre outros.[carece de fontes?]
Por ser cortada pela Linha Tronco da antiga Rede Mineira de Viação, a cidade já foi atendida por trens de passageiros de longa distância regulares, que saíam da Estação Ferroviária de Angra dos Reis, localizada na Praia do Anil e seguiam subindo a Serra da Bocaina rumo ao município de Barra Mansa, no Vale do Paraíba, de onde seguiam para os estados de Minas Gerais e Goiás.
Com o fim da operação dos trens de passageiros na região no início dos anos 80, a ferrovia ficaria restrita ao transporte de cargas, já sob o comando da antiga Rede Ferroviária Federal. Somente em 1992, ocorreu a reativação do transporte ferroviário de passageiros em Angra, por meio do turístico Trem da Mata Atlântica, que ligava o município ao distrito de Lídice, na cidade de Rio Claro.
Até o ano de 1996, o trem turístico da RFFSA operava aos finais de semana e feriados, sempre com uma grande demanda de passageiros e turistas, que eram presenteados com uma bela vista do litoral de Angra no alto dos morros e com belíssimas e exuberantes paisagens da Serra da Bocaina como cachoeiras e a abundante vegetação da Mata Atlântica na região.
Após a privatização da ferrovia naquele mesmo ano e sua concessão entregue à Ferrovia Centro-Atlântica, o transporte ferroviário de passageiros em Angra acabou desativado.
Somente circulavam pela ferrovia, os trens cargueiros da FCA na ligação com o Porto de Angra, quando estes foram impedidos após um deslizamento de terra que danificou parte dos trilhos na cidade nos anos 2010. Apesar do atual estado de abandono aparentado, as autoridades locais objetivam em breve retomar o transporte ferroviário de passageiros na cidade pela antiga ferrovia, devido ao seu grande potencial turístico e a sua importância histórica para a região.

## Cultural

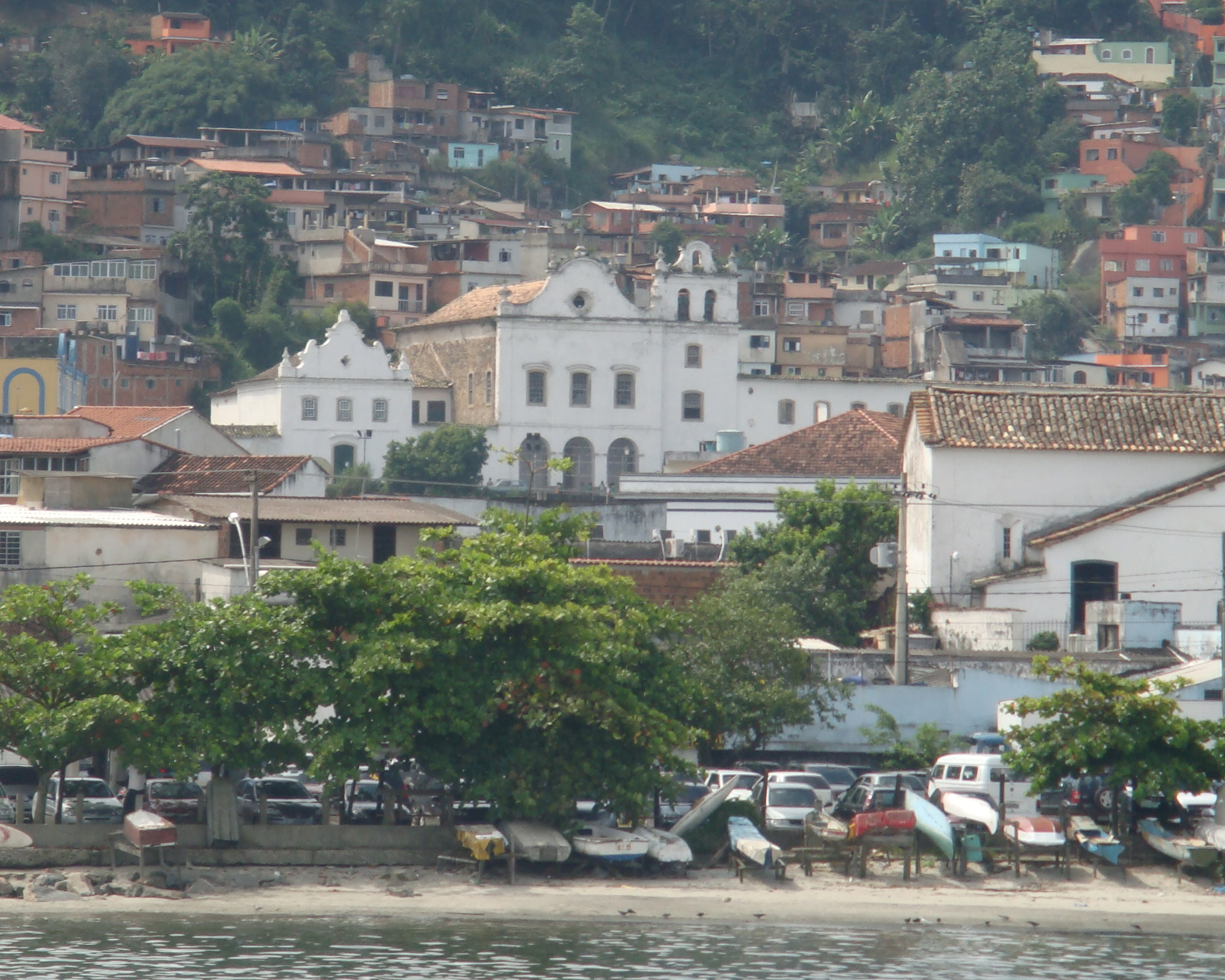
Convento de São Bernardino de Sena.

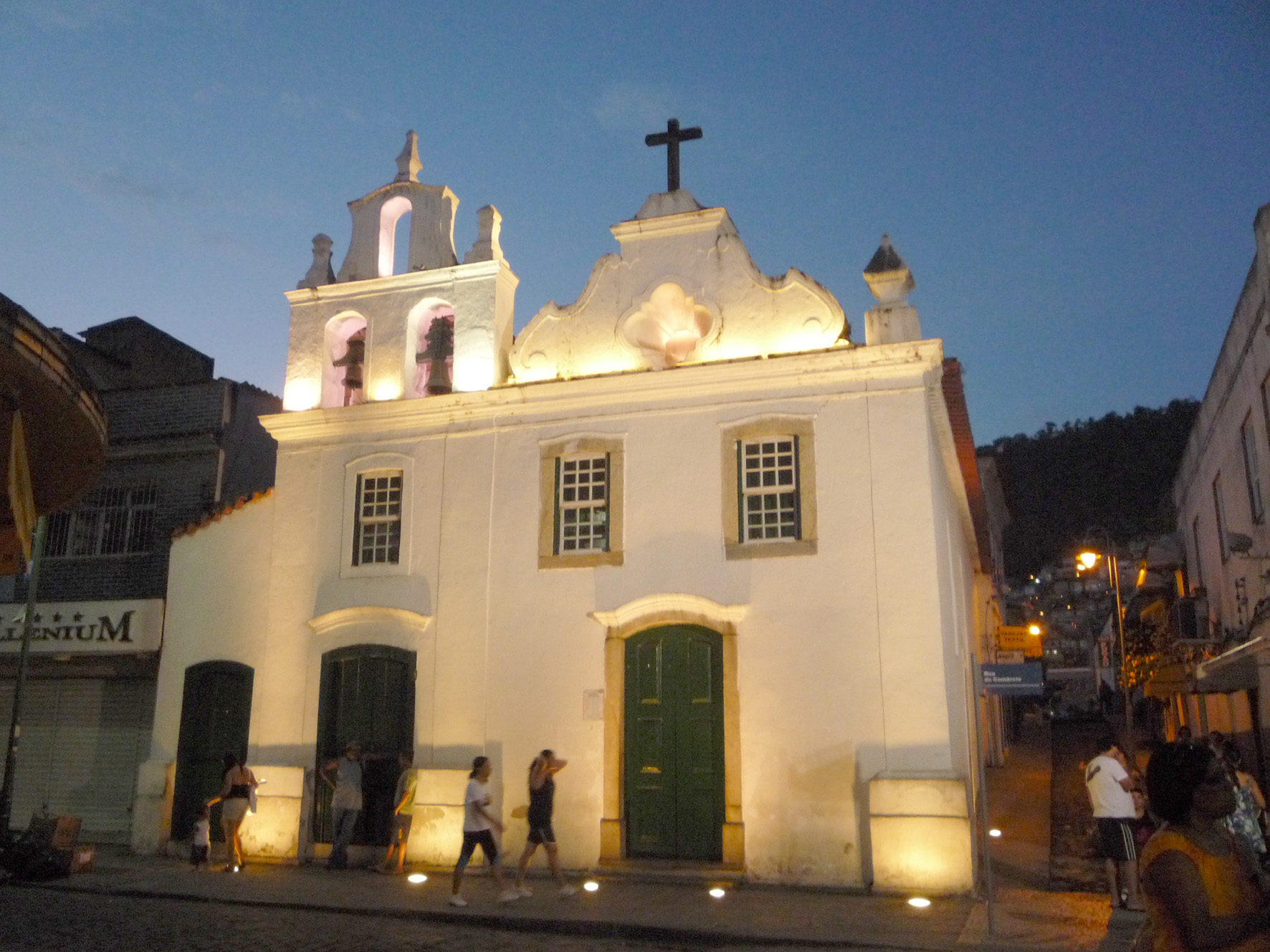
Igreja de Santa Luzia.

são mais conhecidas pela suas ilhas e pela beleza natural, Angra dos Reis possui um rico acervo patrimonial, com inúmeros prédios tombados pelo IPHAN. Seu conjunto arquitetônico é composto por grandes sobrados coloniais, como a Casa de Cultura Poeta Brasil dos Reis e edifícios religiosos, como a igreja de Santa Luzia e a igreja matriz de Nossa Senhora da Conceição, assim como as ruínas do convento de São Bernardino de Sena e o convento do Carmo de Angra dos Reis. Na igreja de Nossa Senhora da Lapa, de 1752, funciona um museu de arte sacra com rico acervo.[carece de fontes?]
A origem do nome se explica por seus descobridores terem chegado àquela região no dia 6 de janeiro de 1502, ou seja, dia de reis. Na língua portuguesa, angra designa uma enseada largamente aberta, com costas próximas e altas. Desta forma, ficou designada com o nome de Angra dos Reis.[carece de fontes?]

### Festa do Divino
A festa do Divino Espírito Santo é um culto ao Espírito Santo, sendo uma das mais antigas e difundidas práticas do catolicismo popular. A festa tem origem bíblica e caráter evangelizador e promotor da fraternidade entre os homens. É realizada em data móvel, na época de Pentecostes (cinquenta dias após a Páscoa). De origem portuguesa, a festa nasceu am Alenquer, no século XIV e chegou a Angra dos Reis no século XVII. Durante o apogeu do ciclo do ouro, no século XVIII, a festa recebeu novos elementos enriquecendo e oficializando a realeza do imperador do Divino Espírito Santo, representado por um menino escolhido entre as famílias da região. Hoje, o menino imperador é escolhido através de sorteio.

### Esportes
O município tem uma agremiação esportiva de futebol com o seu nome, o Angra dos Reis Esporte Clube. O time foi Campeão Estadual da Terceira Divisão, em 1999 e Vice-Campeão Estadual da Segunda Divisão em 2003. A Taça Aniversário da Cidade é um evento tradicional que acontece todo mês de janeiro. Tem como finalidade estimular a prática desportiva, proporcionar momentos de lazer viabilizando o entretenimento da população e o intercâmbio esportivo com atletas de renome no cenário esportivo do Estado.
Por ser uma cidade litorânea, Angra tem tradição na vela. Desde 1997, todo ano é realizada a Semana da Vela de Angra dos Reis. O evento tem organização e responsabilidade técnica do ICAR (Iate Clube de Angra dos Reis), apoio técnico da FARVO (Flotilha de Angra dos Reis de Veleiros de Oceano) e ABVO (Associação Brasileira de Veleiros de Oceano). O velejador angrense Daniel Rabha Nunes Santiago conquistou uma medalha de ouro nos Jogos Pan-Americanos Rio-2007 junto a sua equipe formada também por Mauricio Santa Cruz, Carlos Jordão e Alexandre Silva. O ouro para o Brasil veio na classe J-24 na tarde de 8 de agosto. Daniel e seus companheiros de equipe conquistaram o primeiro Campeonato Mundial em 2006 na Austrália. O bicampeonato foi conquistado em março de 2007 na cidade Puerto Vallarta (México), da qual Angra dos Reis é irmanada desde 2002.